# Psychotria fortuita
Psychotria fortuita är en måreväxtart som beskrevs av Paul Carpenter Standley. Psychotria fortuita ingår i släktet Psychotria och familjen måreväxter. Inga underarter finns listade i Catalogue of Life.